# Каролинцы

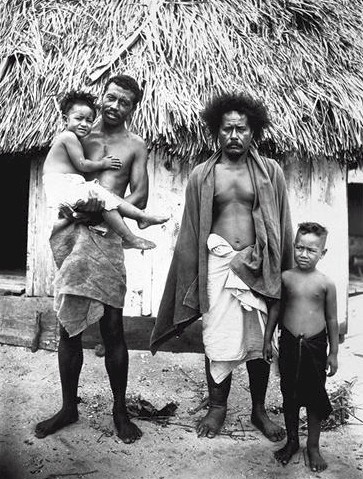
Каролинцы. Фото. 1915 год.

Каролинцы — австронезийский народ, проживающий на северо-западе Каролинских островов. Численность — около 8 500 человек, основной язык — каролинский (около 5 700 носителей). Формой общественного устройства является матриархат. Большинство каролинцев — католики.
Считается, что предки каролинцев могли попасть в Микронезию из Индонезии и Азии примерно 2 000 лет назад. В начале 1800-х годов началась миграция каролинцев на остров Сайпан, так как коренное население острова, чаморро, было сокращено испанцами до 3 700 человек. Миграция происходила на каноэ и была вызвана разрушениями, произведенными тайфуном на родных островах каролинцев. По сравнению с чаморро каролинцы имеют более темный цвет кожи.